# São Pedro do Sul
São Pedro do Sul ist eine Stadt (Cidade) und ein Kreis (Concelho) in Portugal. Der Ort ist besonders für seine Thermalbäder bekannt.

## Geschichte

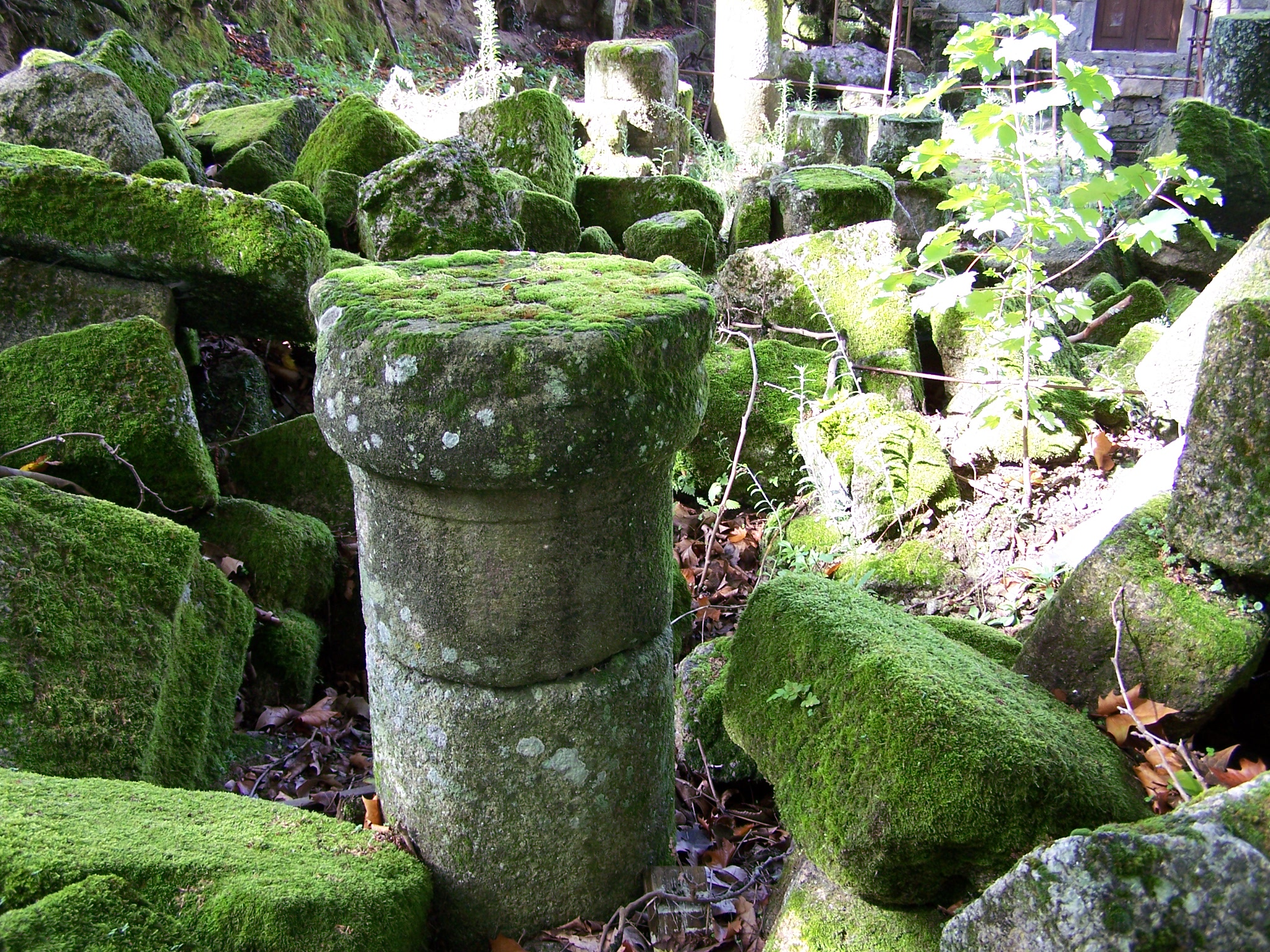
Ruinen römischer Bäder

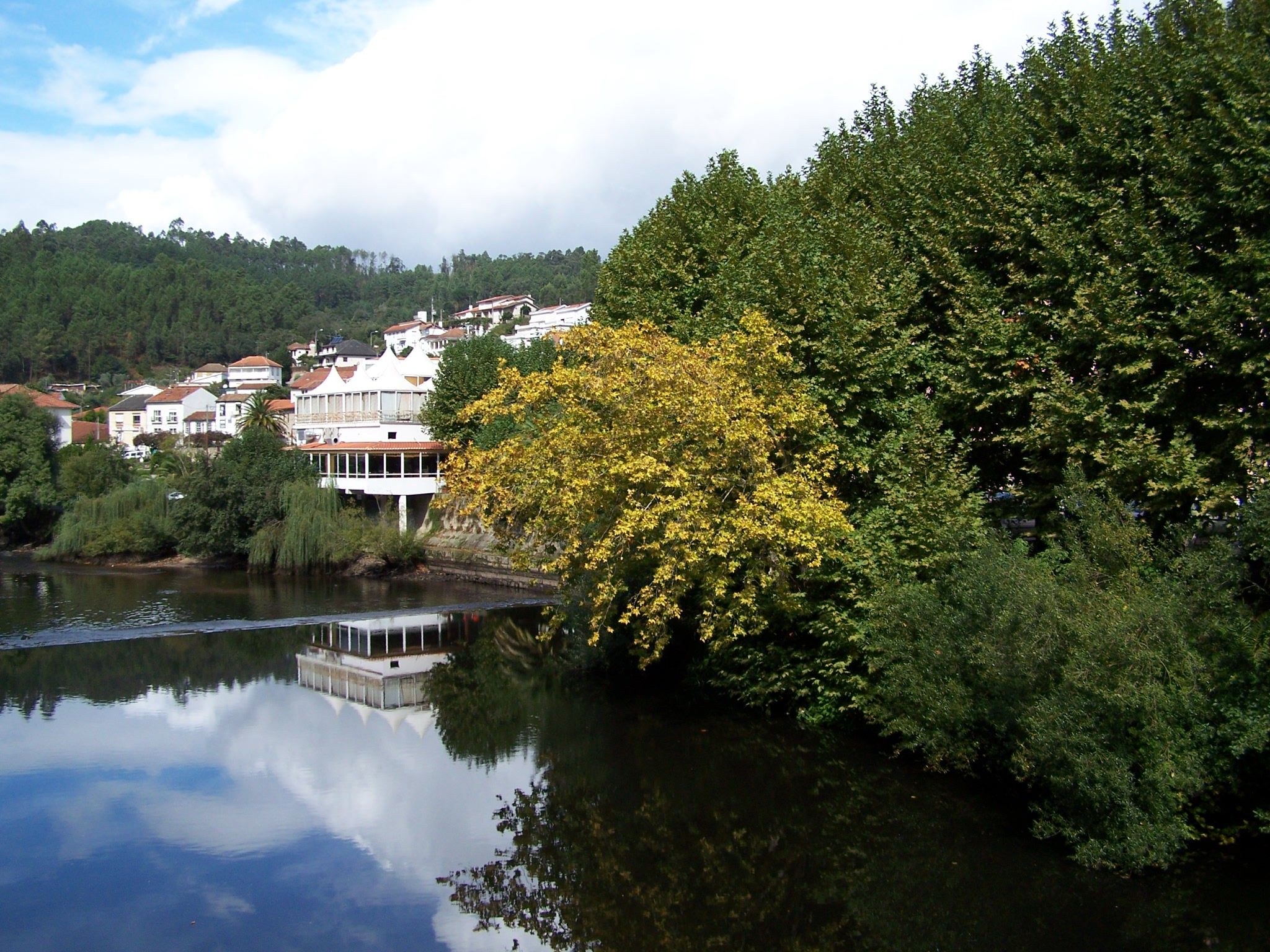
São Pedro do Sul, vom Rio Vouga aus gesehen

1985 erfolgte Ausgrabungen belegen die von den Römern hier angelegten, umfangreichen Einrichtungen der Thermalbäder, nach deren Bezeichnung Balneum der Ort lange hieß. Auch Portugals erster König, D.Afonso Henriques, schätze die Heilkraft der hiesigen Quellen, und verlieh dem Ort 1152 erste Stadtrechte (Foral). Der zuvor Banhos genannte Ort hieß fortan Vila do Banho, und ist bis heute Sitz eines eigenen Kreises. Nach der Eroberung von Badajoz 1169 erholte sich der verletzte D.Afonso Henriques hier eine Zeit lang. Seine Anwesenheit führte zu einer regen Entwicklung des Ortes, dessen Quellen fortan Bekanntheit erlangten und von vielen damaligen Edelleuten aufgesucht wurden.
König Manuel I. ließ hier das Krankenhaus Hospital Real das Caldas de Lafões (dt.: Königliches Krankenhaus der Bäder von Lafões) errichten und erweiterte 1515 die Stadtrechte des Ortes, nachdem er sich selbst im Ort erholt hatte. 1884 errichtete die Stadtverwaltung (Câmara Municipal) neue Einrichtungen des Krankenhauses und der Bäder. 1894 erholte sich hier die portugiesische Königin Amélie d’Orléans, und seit 1895 hieß der Ort Caldas da Rainha D. Amélia (dt.: Bäder der Königin Amélia).
Infolge der Ausrufung der Portugiesischen Republik 1910 erhielt der Ort seinen heutigen Namen. 1987 erhielt der Ort neue Thermaleinrichtungen, und 2001 wurden die modernisierten ursprünglichen Caldas da Rainha D. Amélia neu eröffnet. Sie wurden u. a. um ein Museum und ein Kongresszentrum erweitert. Die Besucherzahlen der Thermalbäder stiegen weiter an und lagen 2012 bei über 25.000 Gästen im Jahr.
Der Ort wurde 2009 zur Cidade (Stadt) erhoben.

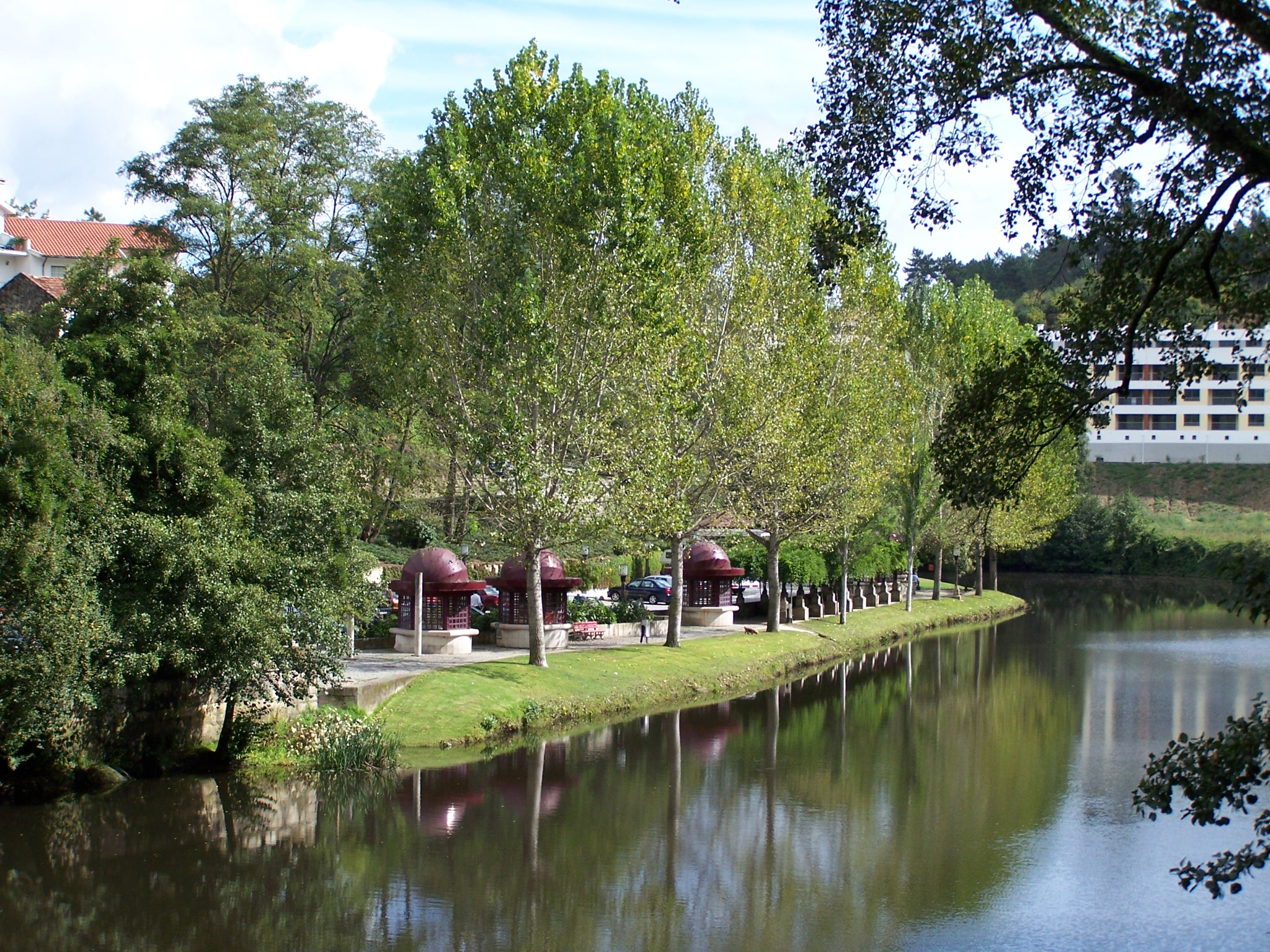
Flussufer am Rio Vouga
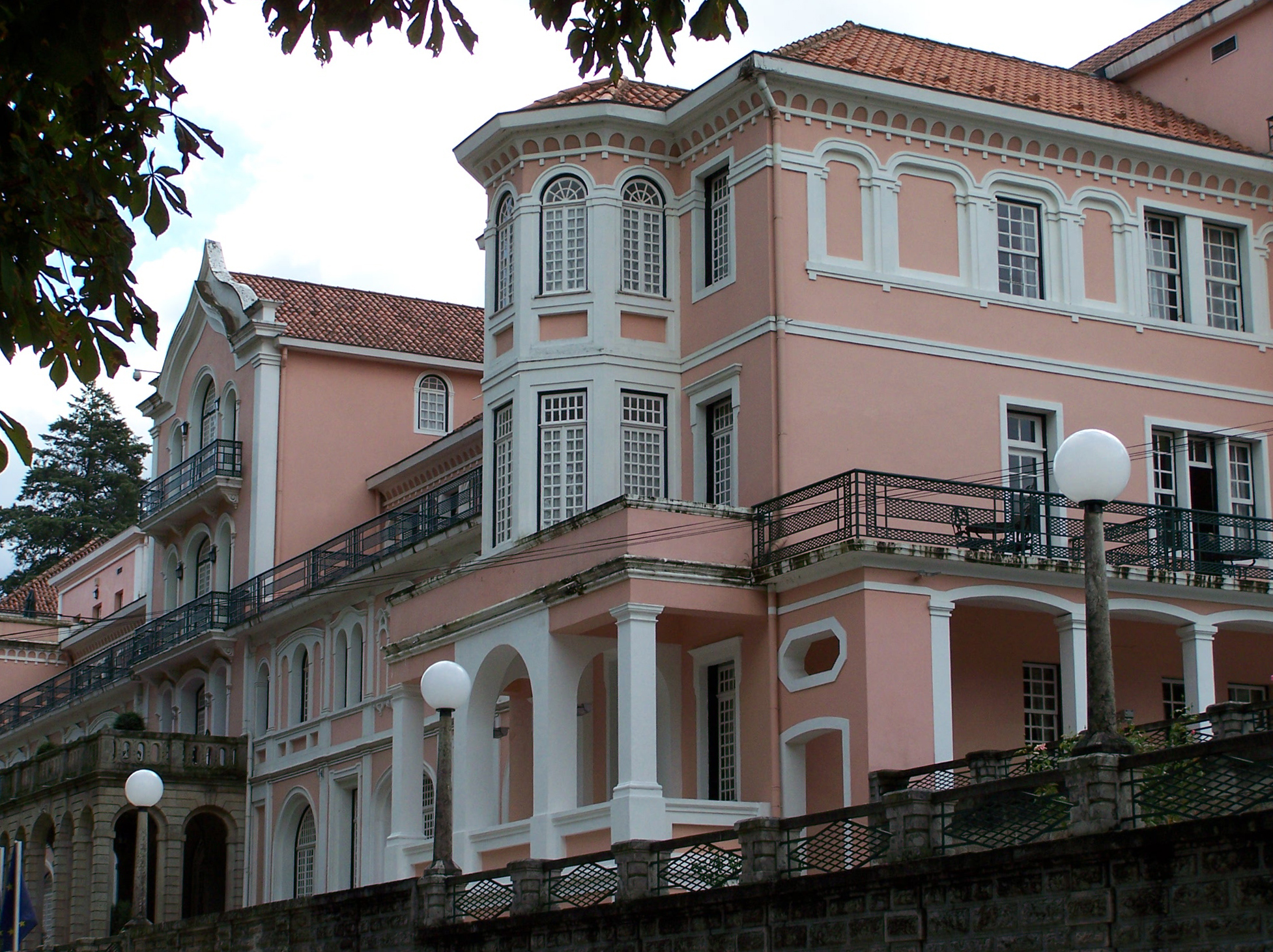
Hotel in São Pedro do Sul
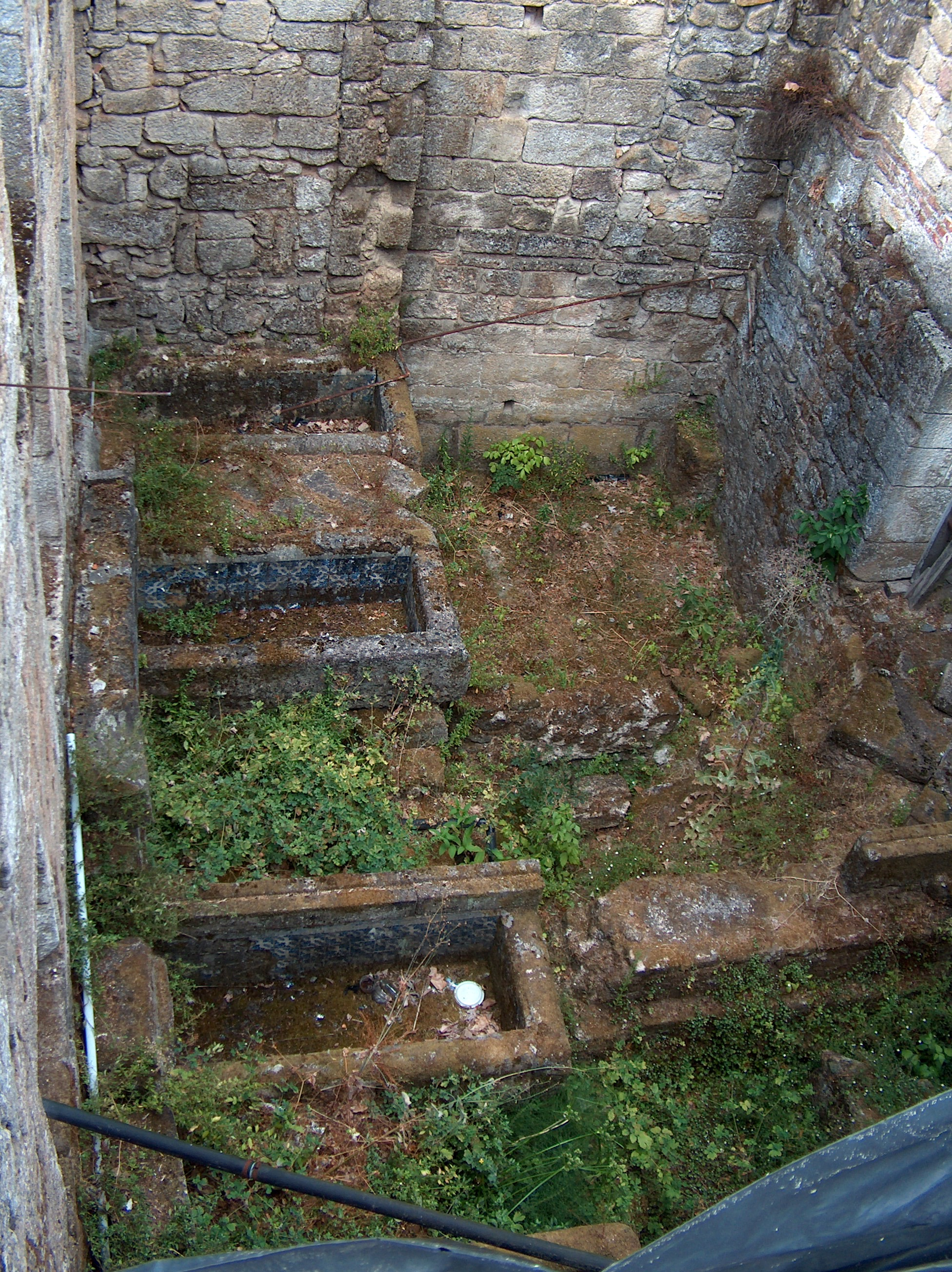
Ruinen römischer Bäder
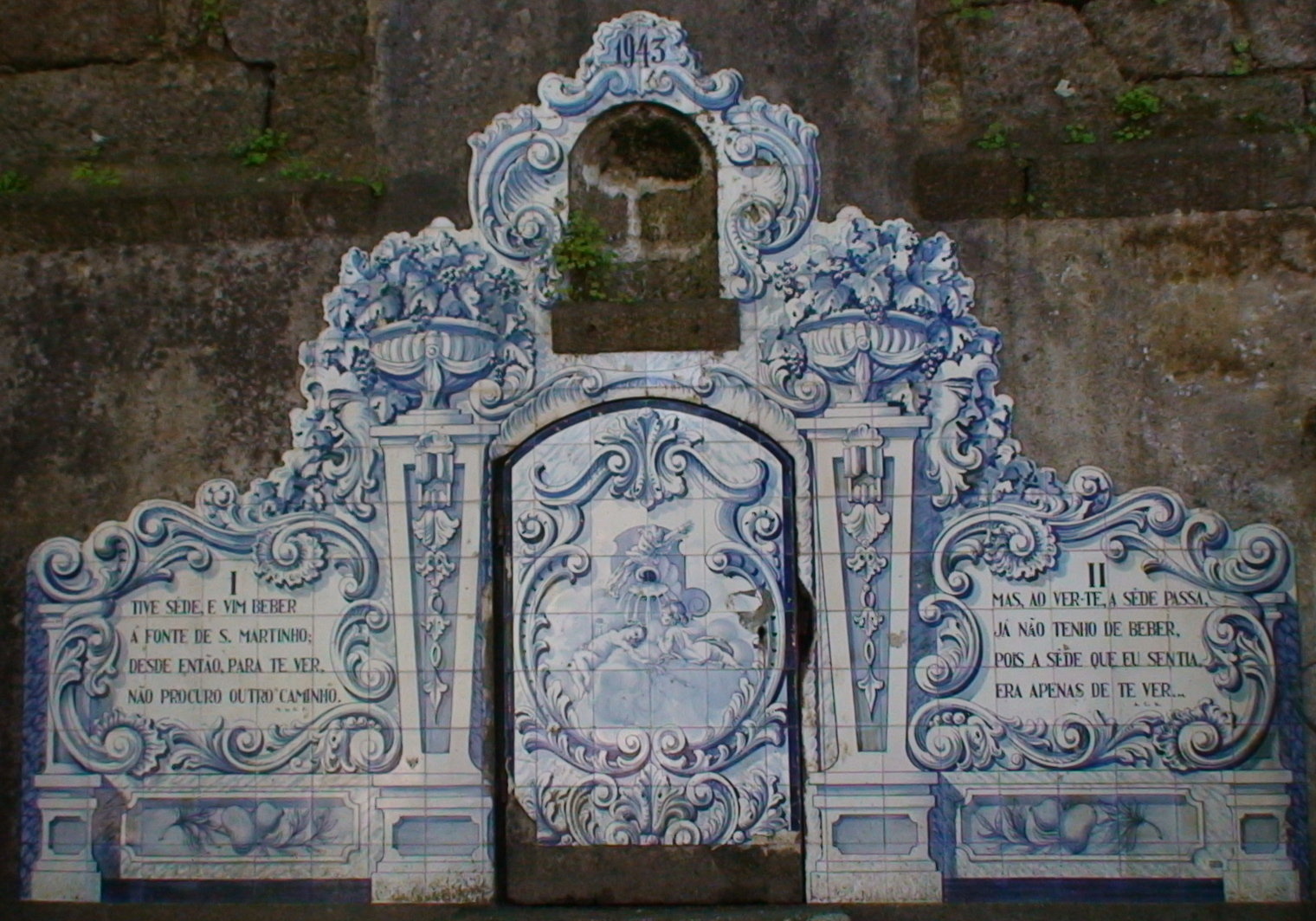
Brunnen mit Azulejos
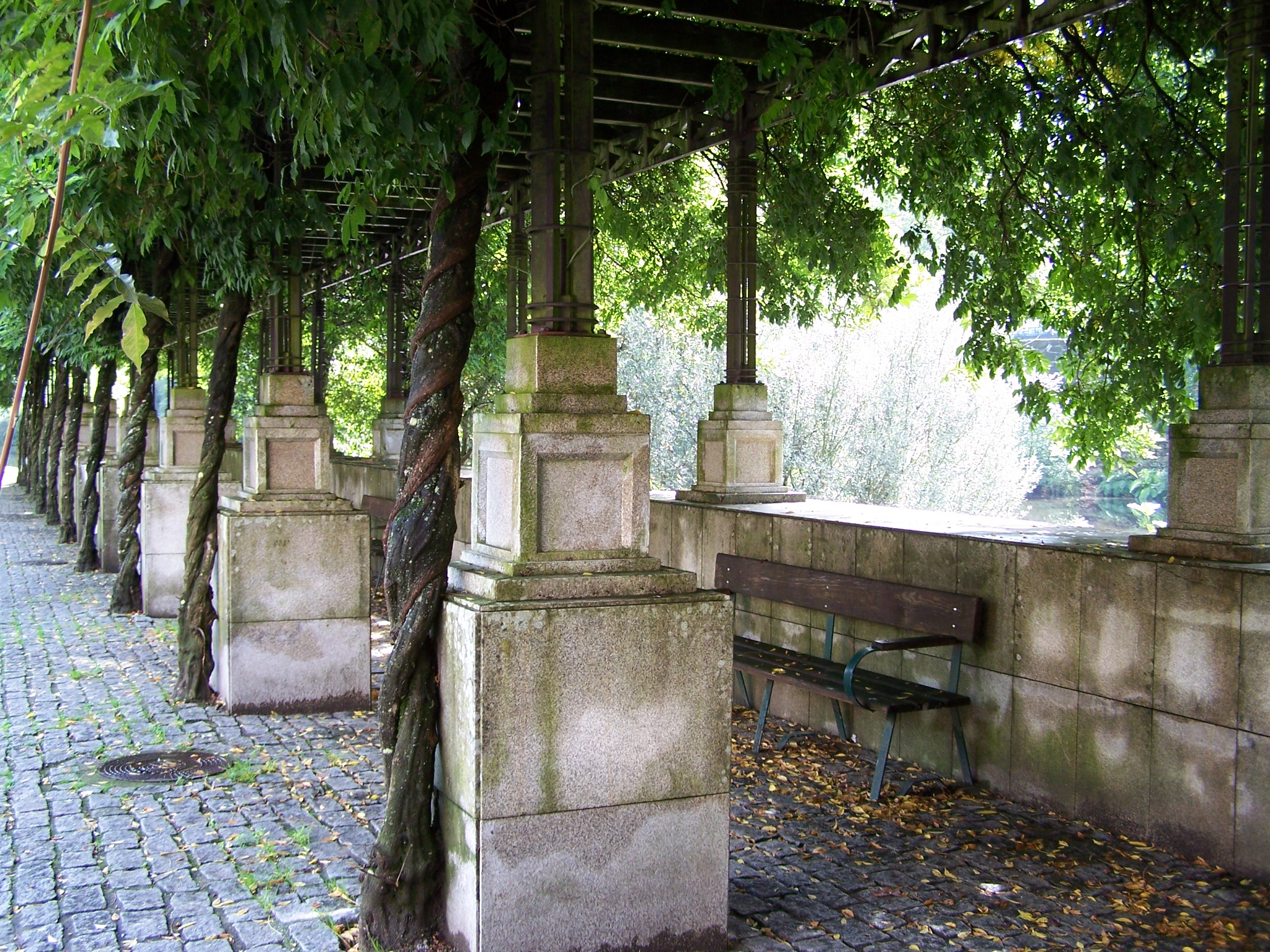
Kurpark des Thermalbades

## Verwaltung

### Kreis
São Pedro do Sul ist Verwaltungssitz eines gleichnamigen Kreises (Concelho) im Distrikt Viseu. Am 19. April 2021 hatte der Kreis 15.137 Einwohner auf einer Fläche von 348,9 km².
Die Nachbarkreise sind (im Uhrzeigersinn im Norden beginnend): Castro Daire, Viseu, Vouzela, Oliveira de Frades, Vale de Cambra sowie Arouca.
Mit der Gebietsreform im September 2013 wurden mehrere Gemeinden zu neuen Gemeinden zusammengefasst, sodass sich die Zahl der Gemeinden von zuvor 19 auf 14 verringerte.
Die folgenden Gemeinden (Freguesias) liegen im Kreis São Pedro do Sul:

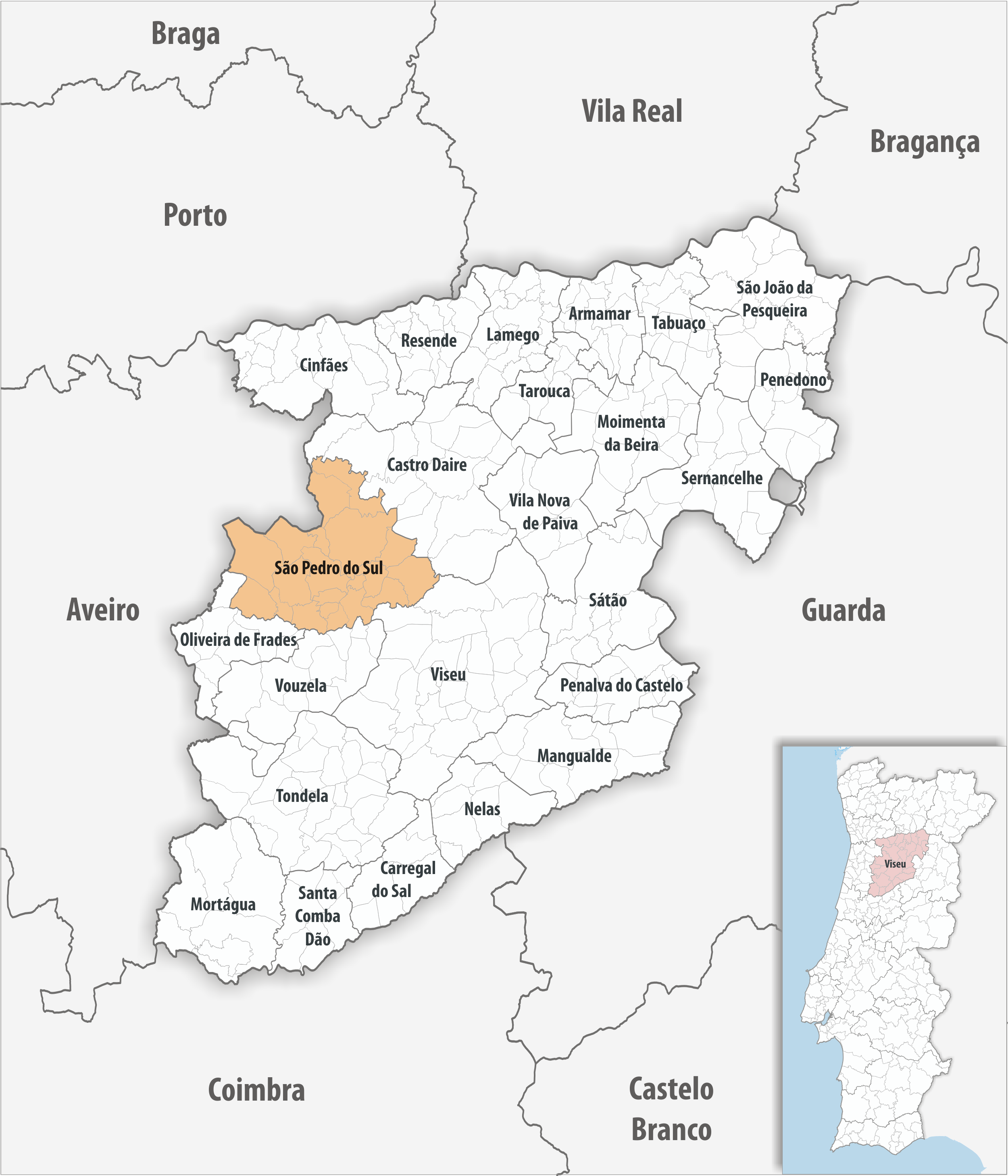
Kreis São Pedro do Sul

| Gemeinde                                      | Einwohner (2021) | Fläche km² | Dichte Einw./km² | LAU- Code |
| --------------------------------------------- | ---------------- | ---------- | ---------------- | --------- |
| Bordonhos                                     | 508              | 5,95       | 85               | 181602    |
| Carvalhais e Candal                           | 1.413            | 43,73      | 32               | 181620    |
| Figueiredo de Alva                            | 721              | 14,69      | 49               | 181606    |
| Manhouce                                      | 466              | 40,41      | 12               | 181607    |
| Pindelo dos Milagres                          | 571              | 23,90      | 24               | 181608    |
| Pinho                                         | 654              | 13,64      | 48               | 181609    |
| Santa Cruz da Trapa e São Cristóvão de Lafões | 1.384            | 28,94      | 48               | 181621    |
| São Félix                                     | 365              | 3,19       | 114              | 181612    |
| São Martinho das Moitas e Covas do Rio        | 258              | 53,68      | 5                | 181622    |
| São Pedro do Sul, Várzea e Baiões             | 5.497            | 22,55      | 244              | 181623    |
| Serrazes                                      | 890              | 13,23      | 67               | 181615    |
| Sul                                           | 878              | 52,41      | 17               | 181616    |
| Valadares                                     | 660              | 20,76      | 32               | 181617    |
| Vila Maior                                    | 872              | 11,87      | 73               | 181619    |
| Kreis São Pedro do Sul                        | 15.137           | 348,95     | 43               | 1816      |

### Bevölkerungsentwicklung
| Einwohnerzahl im Kreis São Pedro do Sul (1849–2011) | Einwohnerzahl im Kreis São Pedro do Sul (1849–2011) | Einwohnerzahl im Kreis São Pedro do Sul (1849–2011) | Einwohnerzahl im Kreis São Pedro do Sul (1849–2011) | Einwohnerzahl im Kreis São Pedro do Sul (1849–2011) | Einwohnerzahl im Kreis São Pedro do Sul (1849–2011) | Einwohnerzahl im Kreis São Pedro do Sul (1849–2011) | Einwohnerzahl im Kreis São Pedro do Sul (1849–2011) | Einwohnerzahl im Kreis São Pedro do Sul (1849–2011) |
| --------------------------------------------------- | --------------------------------------------------- | --------------------------------------------------- | --------------------------------------------------- | --------------------------------------------------- | --------------------------------------------------- | --------------------------------------------------- | --------------------------------------------------- | --------------------------------------------------- |
| 1849                                                | 1900                                                | 1930                                                | 1960                                                | 1981                                                | 1991                                                | 2001                                                | 2011                                                |                                                     |
| 13.844                                              | 22.051                                              | 23.426                                              | 24.273                                              | 21.220                                              | 19.985                                              | 19.083                                              | 16.935                                              |                                                     |

### Kommunaler Feiertag
- 29. Juni

## Söhne und Töchter der Stadt
- António Correia de Oliveira (1878–1960), Lyriker, Dramatiker und Journalist
- João Correia de Oliveira (1881–1960), Dramatiker, Bruder des António Correia de Oliveira
- Carlos Carvalhas (* 1941), Wirtschaftswissenschaftler und Politiker des Partido Comunista Português, Arbeitsminister nach der Nelkenrevolution
- David de Almeida (* 1945), bildender Künstler
- Homem Cardoso (* 1945), Fotograf und Autor
- Ilídio Pinto Leandro (1950–2020), Bischof von Viseu
- Fernando Maio de Paiva (* 1962), Bischof von Beja
- Isabel Silvestre, Sängerin